# Twin Oaks
Twin Oaks est un écovillage fondé aux États-Unis en 1967, dans le comté de Louisa en Virginie, membre de la Federation of Egalitarian Communities.

## Historique
C'est l'une des plus anciennes et des plus grandes communautés intentionnelles d'Amérique du Nord. Elle fut bâtie en s'inspirant du célèbre récit utopique de B.F. Skinner Walden Two qui décrit une communauté fonctionnant selon les principes du béhaviorisme. Cependant par la suite, Twin Oaks a pris ses distances avec les idées développées par Skinner. Parmi les valeurs libertaires sur lesquelles repose actuellement le projet, on trouve :
- le partage communautaire
- la non-violence
- l'égalité entre les individus et entre les sexes
- un mode de vie écologique

Twin Oaks fut fondée par un groupe de six personnes sur le site d'une ferme de 40 hectares offert par un paysan. L'historien Ronald Creagh souligne que cette communauté fut « différente de bien d'autres communautés des années 1960 : égalité farouche, interdiction de toute drogue et même de tout alcool, y compris pour les visiteurs [et] elle établit un règlement, au contraire des communautés hippies de l'époque ».
Selon Kat Kinkade, une des fondatrices, la communauté a considérablement lutté les premières années qui ont suivi son établissement. En effet, au départ, le renouvellement des membres était très important et la communauté ne dégageait que peu de revenu. Cependant, selon Kinkade, la communauté a évité les problèmes caractéristiques de ce type de projet (en particulier la paresse au travail, les profiteurs, et le manque excessif d'organisation) en adoptant un système de travail structuré, mais flexible. Elle-même a quitté Twink Oaks au bout de quinze ans, une certaine stabilité étant assurée, pour fonder deux autres communautés. Elle y revint en 2009.
Les revenus économiques de la communauté sont principalement assurés par la commercialisation de hamacs, de miel, de tofu et d'autres aliments. Les revenus de la première activité sont récemment devenus inférieurs à ceux de la seconde. Leur statut juridique est aujourd'hui, pour raisons administratives, le monastère.
La population actuelle de Twin Oaks s'élève à une centaine d'individus dont une quinzaine d'enfants.